# Alfred Bernardin
Alfred Bernardin (2. ledna 1864 – 23. května 1934) byl rakouský a český advokát a politik německé národnosti, na počátku 20. století poslanec Českého zemského sněmu.

## Biografie
Působil jako komunální politik. Profesí byl advokátem. Zasedal v městské radě v Chebu, byl místostarostou a okresním zastupitelem. Zastával funkci ředitele městské spořitelny a patřil mezi zakladatele Svazu německých spořitelen v Čechách.
Na počátku století se zapojil i do zemské politiky. Ve volbách v roce 1901 byl zvolen do Českého zemského sněmu v kurii městské (volební obvod Cheb). Politicky patřil k Všeněmeckému sjednocení Georga von Schönerera. Sněm se ovšem kvůli vzájemným obstrukcím Čechů a Němců fakticky nescházel.
V roce 1918 byl stoupencem odtržení Chebska od Čech a byl mezi protagonisty manifestace na chebském náměstí konané dne 27. října 1918. I po vzniku Československa se angažoval v menšinových otázkách sudetských Němců.